# Eric Thill
Eric Thill (ur. 27 listopada 1993) – luksemburski polityk i samorządowiec, od 2023 minister.

## Życiorys
Ukończył studia z zarządzania przedsiębiorstwem na Uniwersytecie Luksemburskim. Zaangażował się w działalność polityczną w ramach Partii Demokratycznej. W 2017 został radnym gminy Schieren, a w 2019 objął urząd burmistrza tej miejscowości. W 2020 został także pracownikiem frakcji poselskiej swojego ugrupowania.
W listopadzie 2023 powołany na ministra kultury oraz na ministra delegowanego ds. turystyki w rządzie Luca Friedena.